# Stemonoporus revolutus
Stemonoporus revolutus är en tvåhjärtbladig växtart som beskrevs av Trim.. Stemonoporus revolutus ingår i släktet Stemonoporus och familjen Dipterocarpaceae. Inga underarter finns listade i Catalogue of Life.